# 10655 Pietkeyser
10655 Pietkeyser (9535 P-L) là một tiểu hành tinh vành đai chính. It was named for Pieter Dirkszoon Keyser, a Dutch navigator.